# Qualificazioni al campionato europeo femminile di calcio 2025 - Fase a gironi, Lega B
Questa voce raccoglie un approfondimento sulle gare della Lega B delle qualificazioni al campionato europeo femminile di calcio 2025. La fase a gironi della Lega B si è disputata tra il 5 aprile e il 16 luglio 2024.

## Formato
Nella Lega B partecipano le 7 squadre classificate dal ventunesimo al ventisettesimo posto nella classifica finale della UEFA Women's Nations League 2023-2024, alle quali si aggiungono le 4 retrocesse dalla Lega A (classificate 13-16) e le 5 promosse dalla Lega C (classificate 33-37); le 16 partecipanti vengono divise in quattro gruppi da quattro squadre ciascuno. Ogni squadra gioca sei incontri con partite tra aprile e luglio. Le prime tre squadre classificate di ogni raggruppamento (più la migliore quarta se la Svizzera paese ospitante si classificherà tra le prime tre) accedono agli spareggi.
Per il primo turno degli spareggi, le sei squadre migliori classificate saranno testa di serie e giocheranno contro le sei peggiori classificate che non saranno teste di serie. Le vincitrici di questi incontri avanzeranno al secondo turno.
La competizione funge anche da prima fase per la UEFA Women's Nations League 2025, che utilizzerà una struttura identica. La prima classificata di ciascun girone sarà promossa in Lega A, mentre la quarta classificata più la peggiore terza sarà retrocessa in Lega C.

## Squadre partecipanti
Le squadre sono state assegnate alla Lega B in base alla lista d'accesso delle qualificazioni al campionato europeo femminile di calcio 2025, la quale si basa sulla classifica finale dell'edizione precedente: alle 7 squadre rimaste nella Lega B viene attribuito il numero di accesso corrispondente alla posizione nella classifica finale dell'edizione passata, mentre alle retrocesse dalla Lega A vengono attribuiti i numeri 13-16, mentre alle 4 promosse dalla Lega C vengono attribuiti i numeri 33-37. Le urne per il sorteggio, composte da quattro squadre ciascuna, sono state definite il 28 febbraio 2024.
| Squadra    | Rank |
| ---------- | ---- |
| Portogallo | 13   |
| Svizzera   | 14   |
| Scozia     | 15   |
| Galles     | 16   |

| Squadra              | Rank |
| -------------------- | ---- |
| Bosnia ed Erzegovina | 21   |
| Serbia               | 22   |
| Croazia              | 23   |
| Ungheria             | 24   |

| Squadra          | Rank |
| ---------------- | ---- |
| Slovacchia       | 25   |
| Irlanda del Nord | 26   |
| Ucraina          | 27   |
| Turchia          | 33   |

| Squadra     | Rank |
| ----------- | ---- |
| Malta       | 34   |
| Israele     | 35   |
| Kosovo      | 36   |
| Azerbaigian | 37   |

## Gruppo 1

### Classifica
| Pos | Squadra     | Pt | G | V | N | P | GF | GS | DR  |
| --- | ----------- | -- | - | - | - | - | -- | -- | --- |
| 1   | Svizzera    | 15 | 6 | 5 | 0 | 1 | 14 | 3  | +11 |
| 2   | Turchia     | 9  | 6 | 3 | 0 | 3 | 8  | 8  | 0   |
| 3   | Ungheria    | 7  | 6 | 2 | 1 | 3 | 10 | 9  | +1  |
| 4   | Azerbaigian | 4  | 6 | 1 | 1 | 4 | 2  | 14 | -12 |

### Risultati
| Arbitro: | Kirsty Dowle |

|             |           |                      |
| Csiszár 44’ | Marcatori | 74’ (rig.) Jafarzade |

| Arbitro: | Sandra Braz |

|                                |           |              |
| Calligaris 30’, 78’ Bühler 52’ | Marcatori | 80’ Türkoğlu |

| Arbitro: | Alina Peşu |

|  |           |                                                       |
|  | Marcatori | 11’ (rig.) Vallotto 20’ Bühler 51’ Pilgrim 54’ Riesen |

| Arbitro: | Katarzyna Lisiecka-Sęk |

|                      |           |              |
| Türkoğlu 80’ Cin 87’ | Marcatori | 45+1’ Csányi |

| Arbitro: | Alexandra Collin |

|                  |           |  |
| Topçu 43’ (rig.) | Marcatori |  |

| Arbitro: | Emanuela Rusta |

|                                 |           |            |
| Lehmann 27’ Bachmann 61’ (rig.) | Marcatori | 57’ Zeller |

| Arbitro: | Nanna Løf Andersen |

|                 |           |  |
| Mirzaliyeva 89’ | Marcatori |  |

| Arbitro: | Eleni Antoniou |

|           |           |  |
| Pápai 73’ | Marcatori |  |

| Arbitro: | Jelena Pejković |

|  |           |                                                   |
|  | Marcatori | 21’ Csiki 32’ Kaján 53’ Pápai 90+1’, 90+3’ Siklér |

| Arbitro: | Lina Lehtovaara |

|  |           |                                   |
|  | Marcatori | 58’ Schertenleib 65’ Crnogorčević |

| Arbitro: | Miriama Bočková |

|                                              |           |  |
| Terchoun 25’ Calligaris 77’ Crnogorčević 88’ | Marcatori |  |

| Arbitro: | Franziska Wildfeuer |

|           |           |                                               |
| Kaján 66’ | Marcatori | 14’ Şeker 55’ Keskin 61’ Sadıkoğlu 79’ Hançar |

## Gruppo 2

### Classifica
| Pos | Squadra    | Pt | G | V | N | P | GF | GS | DR  |
| --- | ---------- | -- | - | - | - | - | -- | -- | --- |
| 1   | Scozia     | 16 | 6 | 5 | 1 | 0 | 13 | 1  | +12 |
| 2   | Serbia     | 13 | 6 | 4 | 1 | 1 | 11 | 4  | +7  |
| 3   | Slovacchia | 4  | 6 | 1 | 1 | 4 | 5  | 11 | -6  |
| 4   | Israele    | 1  | 6 | 0 | 1 | 5 | 5  | 18 | -13 |

### Risultati
| Arbitro: | Silvia Domingos |

|                            |           |  |
| Hmírová 35’ Mikolajová 39’ | Marcatori |  |

| Leskovac 5 aprile 2024, ore 18:00 CEST | Serbia       | 0 – 0 referto | Scozia | Dubočica Stadium (2 500 spett.)\| Arbitro: \| Riem Hussein \| |
| Arbitro:                               | Riem Hussein |               |        |                                                               |

| Arbitro: | Réka Molnar |

|                     |           |                                               |
| Kats 31’ Avital 78’ | Marcatori | 5’, 55’ Damnjanović 37’ Filipović 90+2’ Ćirić |

| Arbitro: | Jelena Pejković |

|            |           |  |
| Howard 62’ | Marcatori |  |

| Arbitro: | Elvira Nurmustafina |

|                         |           |               |
| Slović 22’ Ivanović 53’ | Marcatori | 22’ Šurnovská |

| Arbitro: | Deborah Bianchi |

|                                              |           |            |
| Emslie 17’, 36’ Hanson 30’ Thomas 63’ (rig.) | Marcatori | 84’ Sommer |

| Arbitro: | Jelena Kumer |

|  |           |                                      |
|  | Marcatori | 14’, 37’, 74’, 77’ Thomas 86’ Cornet |

| Arbitro: | Monika Mularczyk |

|  |           |                                                        |
|  | Marcatori | 35’ Damnjanović 55’ Vlajnic 87’ Ivanović 90+4’ Matejić |

| Arbitro: | Merima Čelik |

|  |           |                 |
|  | Marcatori | 46’, 71’ Emslie |

| Arbitro: | Alexandra Collin |

|              |           |  |
| Filipović 7’ | Marcatori |  |

| Arbitro: | Hristiyana Guteva |

|            |           |  |
| Hanson 39’ | Marcatori |  |

| Arbitro: | Gamze Durmuş |

|                              |           |                           |
| Selimhodzic 37’ Elinav 45+3’ | Marcatori | 14’ Košíková 89’ Bogorová |

## Gruppo 3

### Classifica
| Pos | Squadra              | Pt | G | V | N | P | GF | GS | DR  |
| --- | -------------------- | -- | - | - | - | - | -- | -- | --- |
| 1   | Portogallo           | 16 | 6 | 5 | 1 | 0 | 14 | 2  | +12 |
| 2   | Irlanda del Nord     | 10 | 6 | 3 | 1 | 2 | 8  | 7  | +1  |
| 3   | Bosnia ed Erzegovina | 7  | 6 | 2 | 1 | 3 | 4  | 9  | -5  |
| 4   | Malta                | 1  | 6 | 0 | 1 | 5 | 2  | 10 | -8  |

### Risultati
| Belfast 5 aprile 2024, ore 20:00 CEST | Irlanda del Nord | 0 – 0 referto | Malta | Windsor Park (1 602 spett.)\| Arbitro: \| Maria Marotta \| |
| Arbitro:                              | Maria Marotta    |               |       |                                                            |

| Arbitro: | Eleni Antoniou |

|                                                  |           |  |
| C. Costa 28’ Slišković 45+4’ (aut.) D. Silva 62’ | Marcatori |  |

| Arbitro: | Désirée Grundbacher |

|                |           |                              |
| Milinković 56’ | Marcatori | 54’ Wade 60’ Bell 68’ Magill |

| Arbitro: | Katalin Sipos |

|  |           |                                |
|  | Marcatori | 48’ (rig.) C. Costa 78’ Capeta |

| Arbitro: | Emily Heaslip |

|  |           |             |
|  | Marcatori | 88’ Nikolić |

| Arbitro: | Tess Olofsson |

|                                                |           |  |
| C. Costa 25’ (rig.) Alves 49’, 90+6’ Amado 83’ | Marcatori |  |

| Arbitro: | Sofik Torosyan |

|                    |           |              |
| Nikolić 64’, 90+4’ | Marcatori | 10’ Farrugia |

| Arbitro: | Franziska Wildfeuer |

|         |           |                         |
| Wade 5’ | Marcatori | 18’ Nazareth 30’ Norton |

| Zenica 12 luglio 2024, ore 19:00 CEST | Bosnia ed Erzegovina | 0 – 0 referto | Portogallo | Stadion Bilino Polje (301 spett.)\| Arbitro: \| Jana Adámková \| |
| Arbitro:                              | Jana Adámková        |               |            |                                                                  |

| Arbitro: | Cansu Tiryaki |

|  |           |                              |
|  | Marcatori | 9’ (aut.) Lipman 80’ Beattie |

| Arbitro: | Jelena Međedović |

|                                    |           |              |
| Capeta 7’ Ribeiro 28’ J. Silva 86’ | Marcatori | 16’ Farrugia |

| Arbitro: | Monika Mularczyk |

|                      |           |  |
| Andrews 47’ Wade 67’ | Marcatori |  |

## Gruppo 4

### Classifica
| Pos | Squadra | Pt | G | V | N | P | GF | GS | DR  |
| --- | ------- | -- | - | - | - | - | -- | -- | --- |
| 1   | Galles  | 14 | 6 | 4 | 2 | 0 | 18 | 3  | +15 |
| 2   | Ucraina | 11 | 6 | 3 | 2 | 1 | 11 | 4  | +7  |
| 3   | Croazia | 9  | 6 | 3 | 0 | 3 | 4  | 9  | -5  |
| 4   | Kosovo  | 0  | 6 | 0 | 0 | 6 | 0  | 17 | -17 |

### Risultati
| Arbitro: | Karoline Wacker |

|                              |           |  |
| Petryk 28’ (rig.) Chimič 34’ | Marcatori |  |

| Arbitro: | Zuzana Valentová |

|                                     |           |  |
| Fishlock 4’, 50’ Rowe 51’ James 56’ | Marcatori |  |

| Arbitro: | Galiya Echeva |

|  |           |                                                       |
|  | Marcatori | 30’, 60’ Rowe 44’ Barton 62’ Morgan 85’, 90+3’ Hughes |

| Arbitro: | Zulema González |

|           |           |  |
| Lojna 18’ | Marcatori |  |

| Arbitro: | Kristina Georgieva |

|  |           |             |
|  | Marcatori | 58’ Rudelić |

| Arbitro: | Shona Shukrula |

|                   |           |              |
| Barton 64’ (rig.) | Marcatori | 3’ Andrukhiv |

| Arbitro: | Caroline Lanssens |

|                            |           |                                |
| Kalinina 34’ Kozlova 90+8’ | Marcatori | 74’ (rig.) Barton 77’ Fishlock |

| Arbitro: | Michaela Pachtova |

|                          |           |  |
| Rudelić 15’ Marković 74’ | Marcatori |  |

| Arbitro: | Zuzana Valentová |

|  |           |                                                    |
|  | Marcatori | 3’ Apanaščenko 8’ Chimič 21’ Basanska 27’ Kravchuk |

| Arbitro: | Marta Huerta de Aza |

|  |           |                                          |
|  | Marcatori | 14’ Fishlock 66’ Ingle 89’ (rig.) Barton |

| Arbitro: | Deborah Anex |

|                         |           |  |
| Fishlock 8’ McAteer 27’ | Marcatori |  |

| Arbitro: | Louise Thompson |

|                         |           |  |
| Korsun 31’ Kravchuk 35’ | Marcatori |  |

## Classifica generale
| Pos | Gr | Squadra              | Pt | G | V | N | P | GF | GS | DR  |
| --- | -- | -------------------- | -- | - | - | - | - | -- | -- | --- |
| 1   | B3 | Portogallo           | 16 | 6 | 5 | 1 | 0 | 14 | 2  | +12 |
| 1   | B2 | Scozia               | 16 | 6 | 5 | 1 | 0 | 13 | 1  | +12 |
| 1   | B1 | Svizzera             | 15 | 6 | 5 | 0 | 1 | 14 | 3  | +11 |
| 1   | B4 | Galles               | 14 | 6 | 4 | 2 | 0 | 18 | 3  | +15 |
|     |    |                      |    |   |   |   |   |    |    |     |
| 2   | B2 | Serbia               | 13 | 6 | 4 | 1 | 1 | 11 | 4  | +7  |
| 2   | B4 | Ucraina              | 11 | 6 | 3 | 2 | 1 | 11 | 4  | +7  |
| 2   | B3 | Irlanda del Nord     | 10 | 6 | 3 | 1 | 2 | 8  | 7  | +1  |
| 2   | B1 | Turchia              | 9  | 6 | 3 | 0 | 3 | 8  | 8  | 0   |
|     |    |                      |    |   |   |   |   |    |    |     |
| 3   | B4 | Croazia              | 9  | 6 | 3 | 0 | 3 | 4  | 9  | -5  |
| 3   | B1 | Ungheria             | 7  | 6 | 2 | 1 | 3 | 10 | 9  | +1  |
| 3   | B3 | Bosnia ed Erzegovina | 7  | 6 | 2 | 1 | 3 | 4  | 9  | -5  |
| 3   | B2 | Slovacchia           | 4  | 6 | 1 | 1 | 4 | 5  | 11 | -6  |
|     |    |                      |    |   |   |   |   |    |    |     |
| 4   | B1 | Azerbaigian          | 4  | 6 | 1 | 1 | 4 | 2  | 14 | -12 |
| 4   | B3 | Malta                | 1  | 6 | 0 | 1 | 5 | 2  | 10 | -8  |
| 4   | B2 | Israele              | 0  | 6 | 0 | 1 | 5 | 5  | 18 | -13 |
| 4   | B4 | Kosovo               | 0  | 6 | 0 | 0 | 6 | 0  | 17 | -17 |

Legenda:
      Promosse in Lega A della UEFA Women's Nations League 2025.
      Retrocesse in Lega C della UEFA Women's Nations League 2025.

## Raffronto tra le terze classificate
| Pos | Gr | Squadra              | Pt | G | V | N | P | GF | GS | DR |
| --- | -- | -------------------- | -- | - | - | - | - | -- | -- | -- |
| 1   | B4 | Croazia              | 9  | 6 | 3 | 0 | 3 | 4  | 9  | -5 |
| 2   | B1 | Ungheria             | 7  | 6 | 2 | 1 | 3 | 10 | 9  | +3 |
| 3   | B3 | Bosnia ed Erzegovina | 7  | 6 | 2 | 1 | 3 | 4  | 9  | -5 |
| 4   | B2 | Slovacchia           | 4  | 6 | 1 | 1 | 4 | 5  | 11 | -6 |

## Raffronto tra le quarte classificate
| Pos | Gr | Squadra     | Pt | G | V | N | P | GF | GS | DR  |
| --- | -- | ----------- | -- | - | - | - | - | -- | -- | --- |
| 1   | B1 | Azerbaigian | 4  | 6 | 1 | 1 | 4 | 2  | 14 | -12 |
| 2   | B3 | Malta       | 1  | 6 | 0 | 1 | 5 | 2  | 10 | -8  |
| 3   | B2 | Israele     | 0  | 6 | 0 | 1 | 5 | 5  | 18 | -13 |
| 4   | B4 | Kosovo      | 0  | 6 | 0 | 0 | 6 | 0  | 17 | -17 |

## Statistiche

### Classifica marcatrici
5 reti
- Martha Thomas (1 rig.)
- Jessica Fishlock

4 reti
- Claire Emslie
- Kayleigh Barton (3 rig.)

3 reti
- Milena Nikolić
- Rachel Rowe
- Lauren Wade
- Carole Costa (2 rig.)
- Jovana Damnjanović
- Viola Calligaris

2 reti
- Ivana Rudelić
- Elise Hughes
- Maria Farrugia
- Lúcia Alves
- Ana Capeta
- Tijana Filipović
- Miljana Ivanović
- Kirsty Hanson
- Luana Bühler
- Ana-Maria Crnogorčević
- Ece Türkoğlu
- Tamila Chimič
- Roksolana Kravchuk
- Zsanett Kaján
- Emőke Pápai
- Kinga Siklér

1 rete
- Sevinj Jafarzade (1 rig.)
- Nigar Mirzaliyeva
- Marija Milinković
- Izabela Lojna
- Ana Maria Marković
- Sophie Ingle
- Angharad James
- Mary McAteer
- Ffion Morgan
- Joely Andrews
- Kerry Beattie
- Megan Bell
- Simone Magill
- Eden Avital
- Shira Elinav
- Vital Kats
- Noa Selimhodzic
- Talia Sommer
- Catarina Amado
- Francisca Nazareth
- Andreia Norton
- Stephanie Ribeiro
- Diana Silva
- Jéssica Silva
- Anastasija Ćirić
- Nina Matejić
- Violeta Slović
- Tyla-Jay Vlajnic
- Chelsea Cornet
- Sophie Howard
- Andrea Bogorová
- Patrícia Hmírová
- Kristína Košíková
- Mária Mikolajová
- Martina Šurnovská
- Ramona Bachmann (1 rig.)
- Alisha Lehmann
- Alayah Pilgrim
- Nadine Riesen
- Lillian Schertenleib
- Meriame Terchoun
- Smilla Vallotto (1 rig.)
- Miray Cin
- Kader Hançar
- Elif Keskin
- Birgül Sadıkoğlu
- Busem Şeker
- Ebru Topçu (1 rig.)
- Veronika Andrukhiv
- Daryna Apanaščenko
- Olha Basanska
- Yana Kalinina
- Kateryna Korsun
- Nicole Kozlova
- Anna Petryk
- Diána Csányi
- Anna Csiki
- Henrietta Csiszár
- Dóra Zeller

1 autorete
- Gloria Slišković (a favore del Portogallo)
- Emma Lipman (a favore dell'Irlanda del Nord)